# Hewitt (Texas)
Hewitt es una ciudad ubicada en el condado de McLennan en el estado estadounidense de Texas. En el Censo de 2010 tenía una población de 13.549 habitantes y una densidad poblacional de 765,26 personas por km².

## Geografía
Hewitt se encuentra ubicada en las coordenadas 31°27′13″N 97°11′43″O / 31.45361, -97.19528. Según la Oficina del Censo de los Estados Unidos, Hewitt tiene una superficie total de 17.71 km², de la cual 17.66 km² corresponden a tierra firme y (0.28%) 0.05 km² es agua.

## Demografía
Según el censo de 2010, había 13.549 personas residiendo en Hewitt. La densidad de población era de 765,26 hab./km². De los 13.549 habitantes, Hewitt estaba compuesto por el 80.66% blancos, el 8.45% eran afroamericanos, el 0.36% eran amerindios, el 3.25% eran asiáticos, el 0.07% eran isleños del Pacífico, el 4.72% eran de otras razas y el 2.49% pertenecían a dos o más razas. Del total de la población el 14.27% eran hispanos o latinos de cualquier raza.